# San Pedro de Casta (distrito)
O Distrito peruano de San Pedro de Casta é um dos trinta e dois distritos que formam a Província de Huarochirí, situada no Departamento de Lima, pertencente a Região Lima, na zona central do Peru.

## Transporte
O distrito de San Pedro de Casta é servido pela seguinte rodovia:
- LM-115, que liga o distrito à cidade de San Antonio de Chaclla
- LM-116, que liga o distrito de Ricardo Palma à cidade de Marcapomacocha (Região de Junín) [1][2][3]